# ردیاب کربن منوکسید

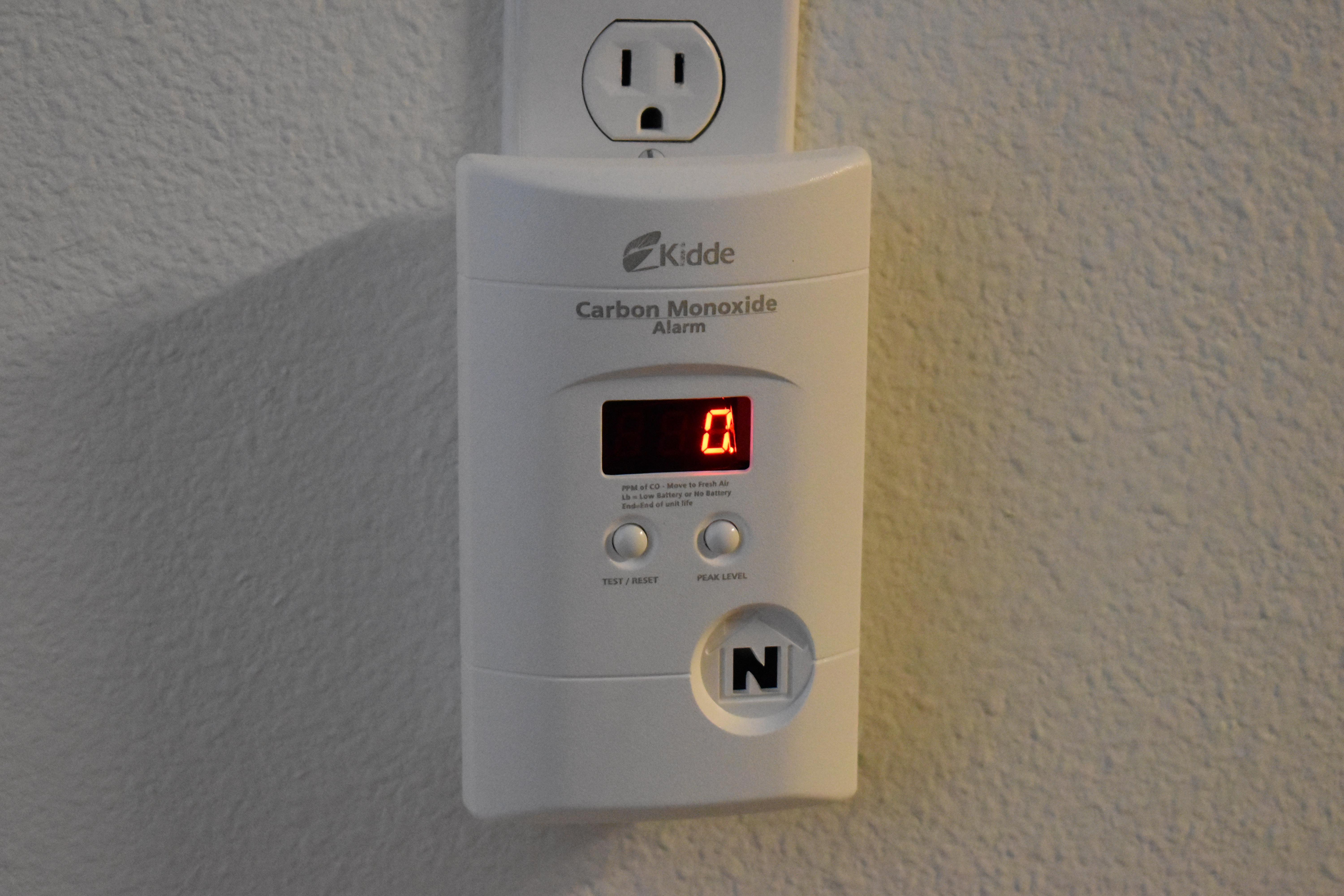
ردیاب منوکسیدکربن به یک پریز برق متصل است

ردیاب کربن منوکسید یا هشداردهنده کربن منوکسید یا دتکتور گاز CO وسیله‌ای است که وجود گاز کربن مونوکسید را برای جلوگیری از مسمومیت با منوکسید کربن تشخیص می‌دهد.
در اواخر دهه ۱۹۹۰ آزمایشگاه‌های تحقیقاتی مربوط به امور آتش‌نشانی تعریف یک ردیاب CO با یک ایستگاه صوتی را به هشدار منوکسید کربن (CO) تغییر دادند. این مورد درباره تمام آلارم‌های ایمنی CO که مطابق با استاندارد UL 2034 هستند اعمال می‌شود؛ با این حال برای شاخص‌های غیرفعال و دستگاه‌های سیستمی که دارای UL 2075 هستند، UL از آنها به عنوان هشداردهنده منوکسیدکربن یاد می‌کند.